# Culinária do Tajiquistão

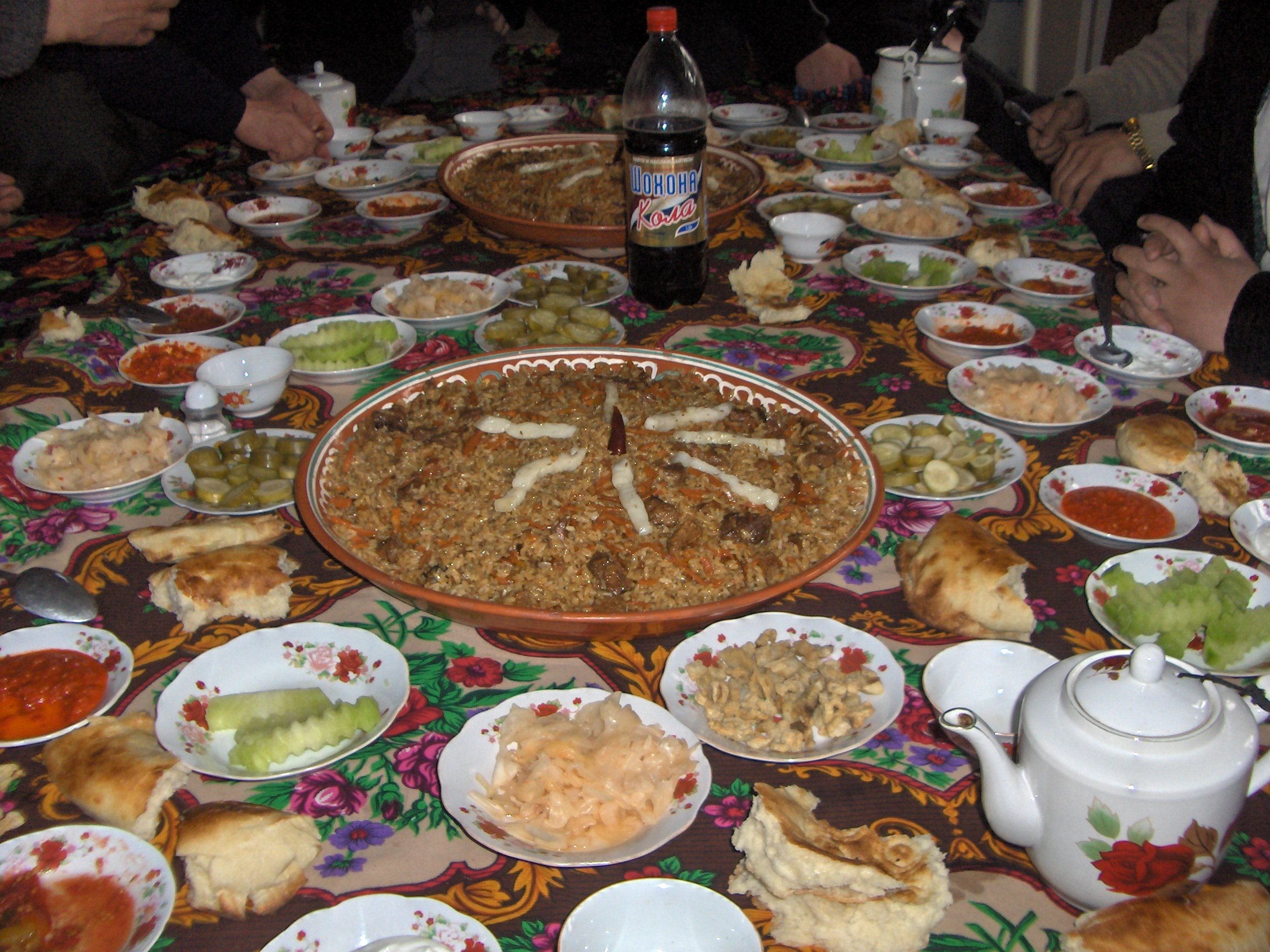
Banquete típico tajique

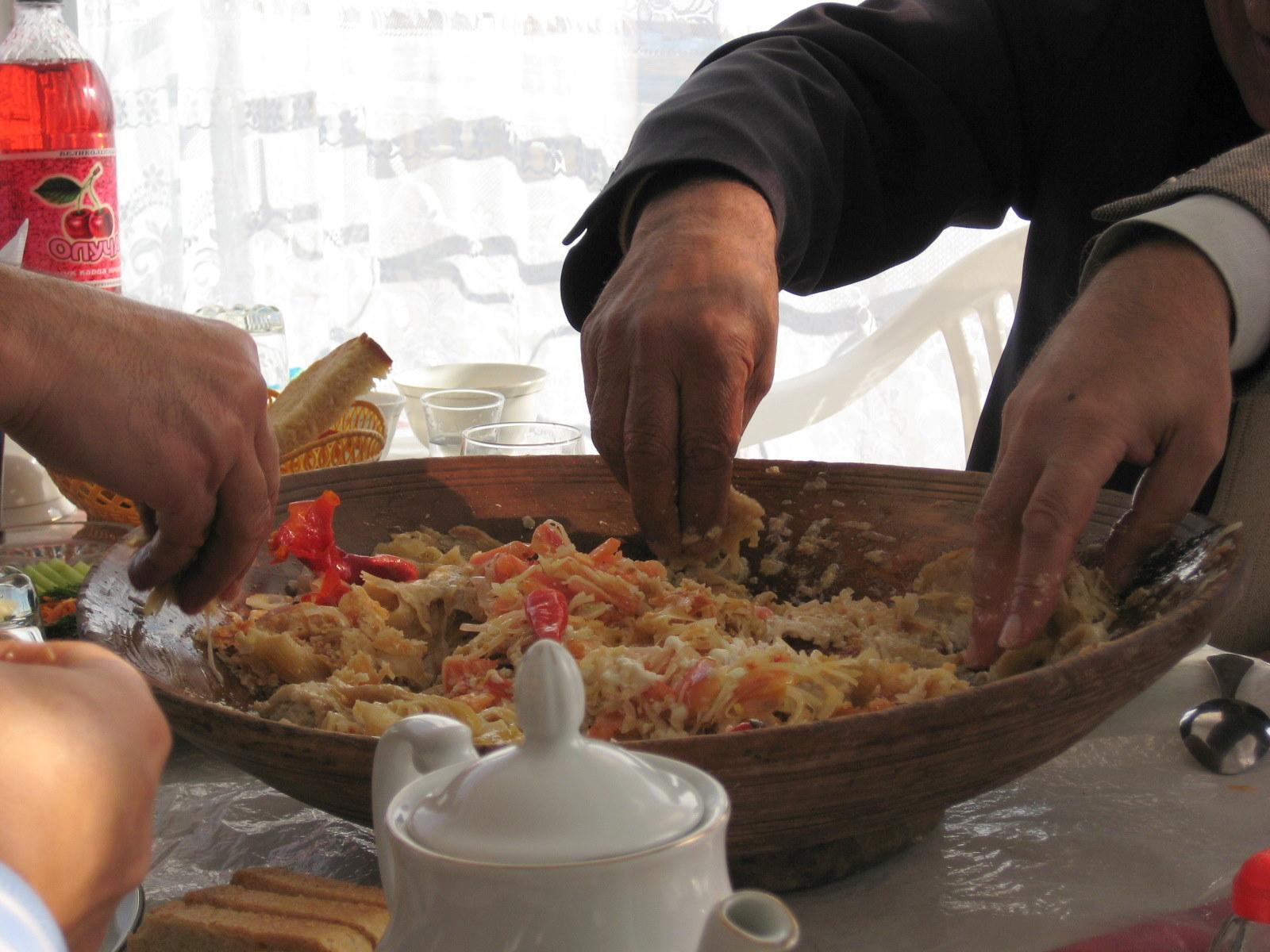
Comendo qurutob à moda tradicional: com as mãos

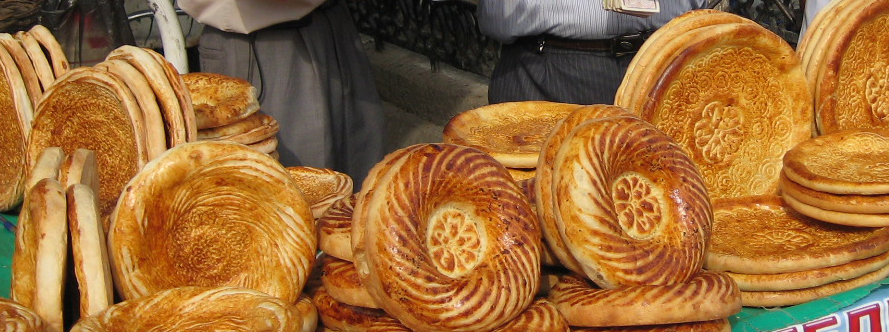
Seleção de non típicos no mercado.

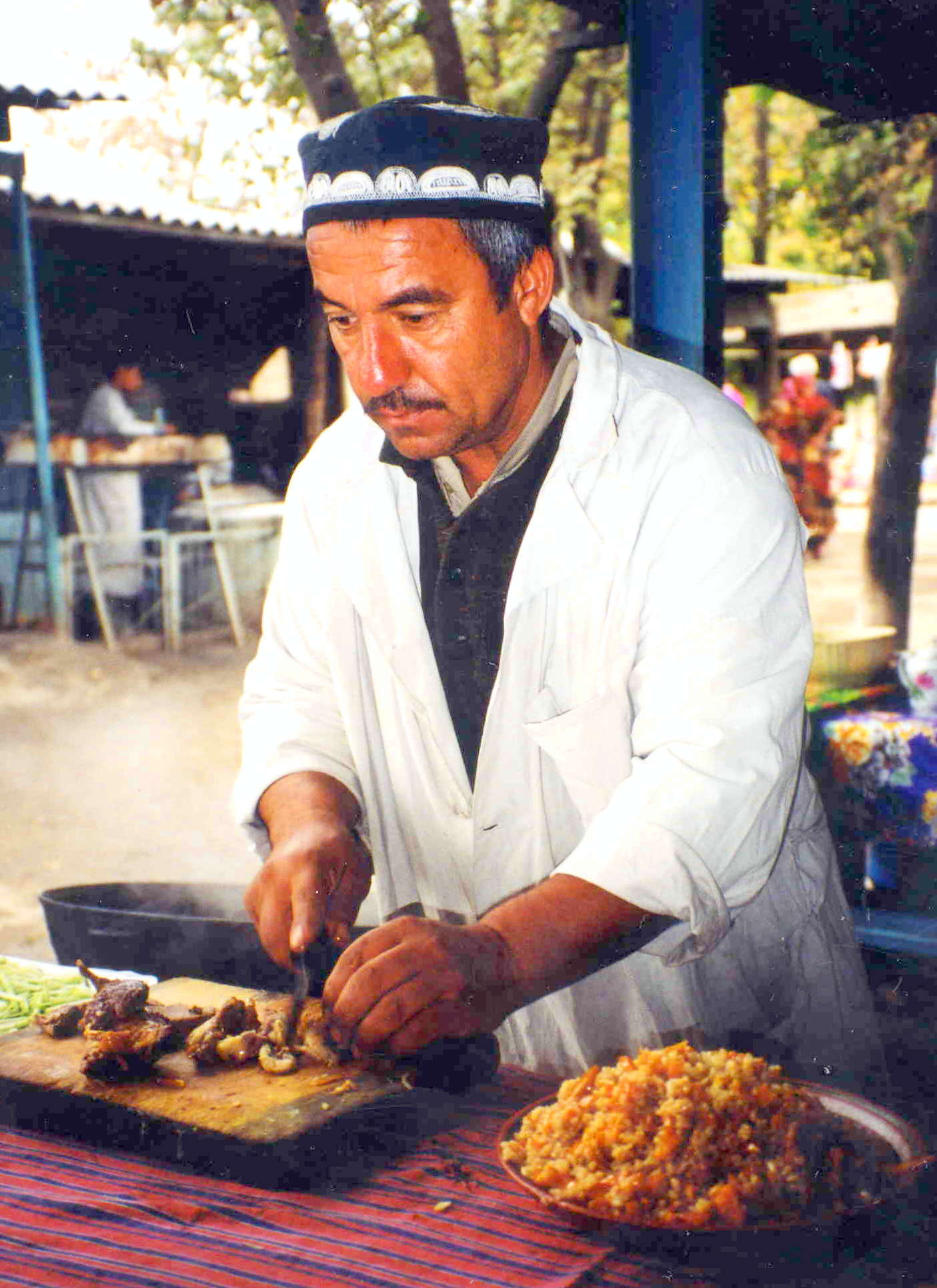
Homem tajique prova plov.

Uma refeição tajique "tradicional" começa com a mesa coberta com pequenos pratos com frutas secas, nozes, halva (torrão de pasta de nozes com açúcar) e outros doces, acompanhados com chá verde; outro acompanhamento é o chaka, queijo preparado com iogurte filtrado (sem soro), e kaymak (nata coalhada); a seguir é servida a sopa, a carne e no fim, o palav. Também chamado "osh", este pulau é também considerado o "prato nacional" dos tajiques (ver Afeganistão e Uzbequistão). A comida é servida numa mesa baixa, chamada “dastarkhan” e os convivas sentam-se à sua volta e vão-se servindo. A refeição não inclui talheres: as pessoas servem-se com as mãos dos pratos que se encontram no dastarkhan e acompanham a comida com “non”, ou seja pão feito com massa lêveda, assado no forno, como os “naan” do norte da Índia. 
O chá, que faz parte das refeições, mas também é bebido fora delas, é servido num bule de cerâmica para pequenas chávenas sem asa, chamadas “piala”. Uma vez que o chá é tão popular, assim o são também as “chaikhana” ou “casas-de-chá”, onde as pessoas se encontram para confraternizar.
Outro prato que é típico do Tajiquistão é o qurutob, ou seja queijo salgado e seco (“qurut”) dissolvido em água (“ob”) e servido sobre pedaços dum pão feito com manteiga ou banha, chamado “fatir ravghani”, com cebola e outros vegetais fritos. Shashlik, as espetadas de carne, são também populares e são vendidas nas ruas de toda a Ásia Central. As sopas são principalmente de vegetais e carne (como shurbo e piti), ou com massas, como lagmon e ugro. Os manti, uma espécie de pelmeni também populares em toda a Ásia Central, assim como as samsa, pasteis de massa recheados com carne e cebola, equivalentes às chamuças e normalmente assados no forno, os chiburekki fritos, ou os belyash, equivalentes aos pirozhki russos.
No tempo quente, a fruta é abundante no Tajiquistão: as uvas e os melões desta região eram famosas na antiga União Soviética. Outras frutas típicas são as romãs, damascos, ameixas, pêssegos, maçãs, figos, dióspiros, marmelos e vários tipos de bagas silvestres.
Uma preparação especial para o Novruz, portanto encontrada em toda a Ásia Central, é o sumalak, um doce baseado em trigo germinado.